# Rhaphidophora megaphylla
Rhaphidophora megaphylla är en kallaväxtart som beskrevs av Hen Li. Rhaphidophora megaphylla ingår i släktet Rhaphidophora och familjen kallaväxter. Inga underarter finns listade.